# Tadeusz Gwiazdoski

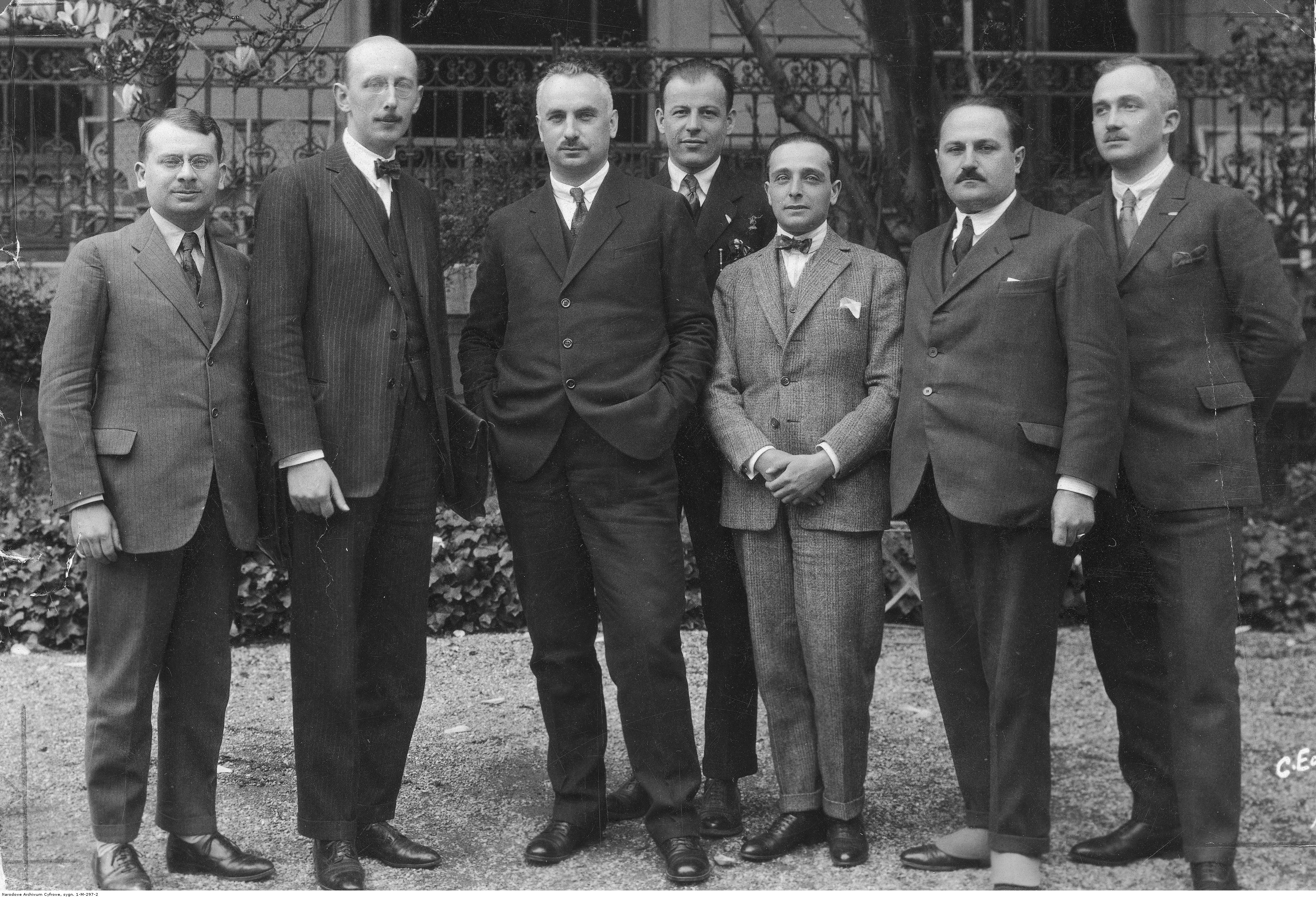
Członkowie delegacji polskiej, która wzięła udział w międzynarodowej konferencji w sprawie kontroli handlu bronią i amunicją w Genewie (maj 1925). Od lewej: Tytus Komarnicki, Kajetan Dzierżykraj-Morawski, Kazimierz Sosnkowski, Stanisław Kunstler, Tadeusz Gwiazdoski, Leon Chrzanowski

Tadeusz Gwiazdoski/Gwiazdowski (ur. 21 września 1889 w Warszawie, zm. 15 kwietnia 1950 w Londynie) – dyplomata II Rzeczypospolitej.

## Życiorys
Syn Wiktora Grossterna i Amelii ze Starkmanów. Ojciec był powstańcem styczniowym i cenionym lekarzem, ordynatorem Szpitala Starozakonnych w Warszawie. Ukończył gimnazjum Wojciecha Górskiego w Warszawie. Uczestniczył w strajku szkolnym 1905 roku i w tajnych młodzieżowych organizacjach niepodległościowych. Współpracował z Nową Gazetą, dziennikiem polskiej mniejszości żydowskiej wychodzącym w Warszawie od 1906. W 1914 ukończył Szkołę Nauk Politycznych w Paryżu. 20 listopada 1918 został sekretarzem poselstwa RP w Bukareszcie. 1 lipca 1919 odwołany do centrali Ministerstwa Spraw Zagranicznych w Warszawie, pracował jako referent w Departamencie Politycznym. 1 czerwca 1922 jako sekretarz poselstwa I klasy wszedł w skład Delegacji RP przy Lidze Narodów i pozostawał w niej do 1 stycznia 1924, gdy został odwołany do centrali. 1 grudnia 1924 ponownie przydzielony do delegacji, w której skład wchodził do 31 grudnia 1932, awansując w tym czasie na radcę poselstwa II (21 I 1926) i I klasy (1 VIII 1928). W 1921 oficjalnie dokonał zmiany nazwiska na „Gwiazdoski”.
Od 1 kwietnia do 8 listopada 1932 kierował Delegacją RP przy Lidze Narodów jako chargé d’affaires, na krótko wrócił na poprzednie stanowisko, zaś 1 stycznia 1933 został odwołany do centrali MSZ. Został kierownikiem wydziału w Departamencie Politycznym. 1 lutego 1934 mianowany na wicedyrektora Departamentu Politycznego, stanowisko to zajmował do wybuchu II wojny światowej.
Po agresji III Rzeszy i ZSRR na Polskę i przekroczeniu granicy polsko-rumuńskiej przez rząd RP, ewakuowany wraz z personelem MSZ do Francji. W listopadzie 1939 przydzielony do ambasady RP w Paryżu. Do upadku Francji był łącznikiem z francuskim Ministerstwem Informacji i Propagandy w randze ministra pełnomocnego. Po odtworzeniu MSZ w Londynie został w lipcu 1941 kierownikiem Wydziału Organizacji Międzynarodowych, a od października 1944 także zastępcą sekretarza generalnego MSZ.
Od 6 lipca 1945 (wycofanie uznania międzynarodowego dla Rządu RP na uchodźstwie), aż do śmierci był sekretarzem generalnym MSZ Rządu RP na uchodźstwie. Współzałożyciel i członek emigracyjnego Instytutu Badań Międzynarodowych.
Starszy brat Tadeusza Gwiazdoskiego - Stefan Grostern (przez jedno „s”) był znanym dziennikarzem warszawskim.

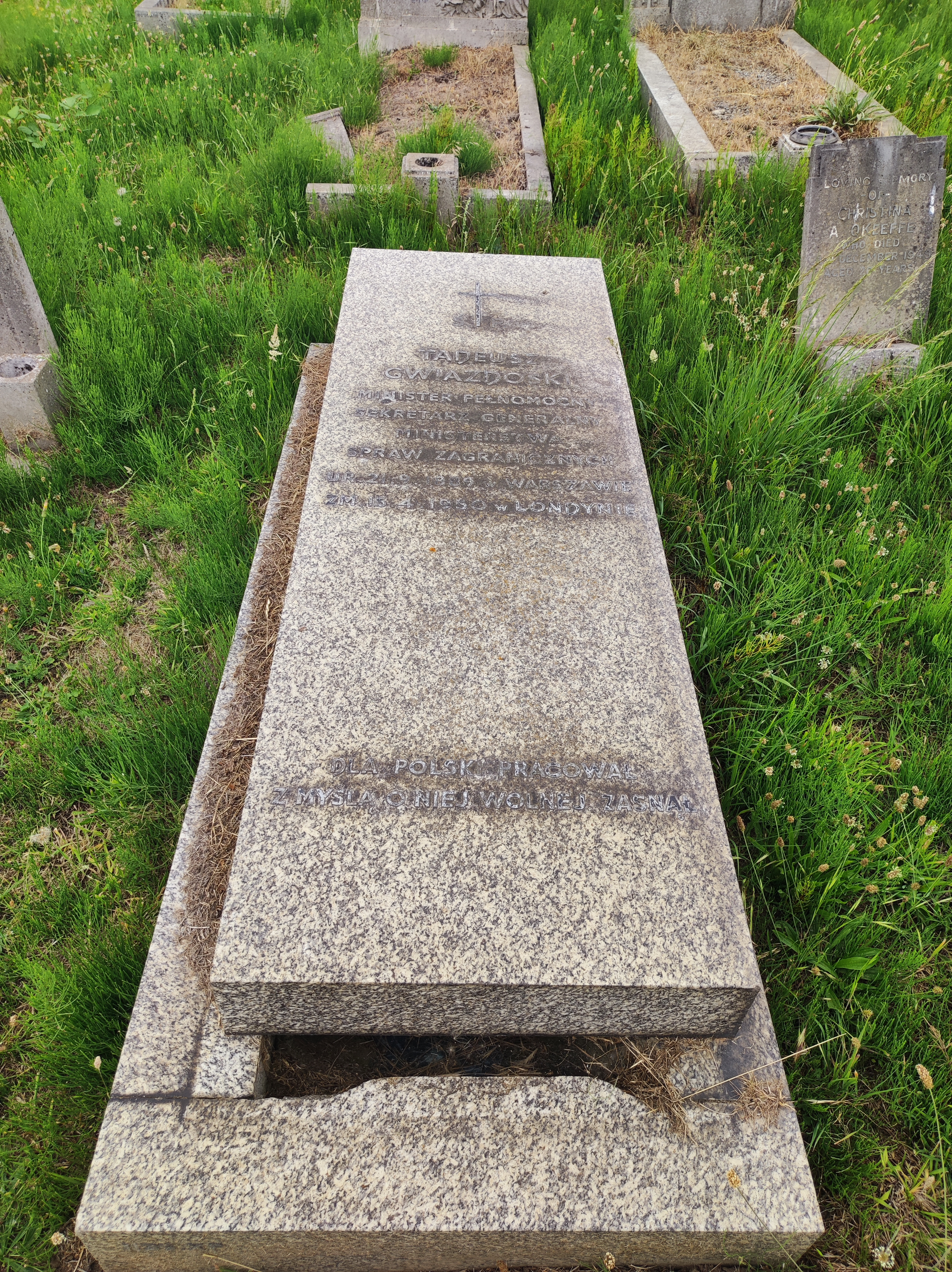
Grób Tadeusza Gwiazdoskiego

Zmarł 15 kwietnia 1950 roku. Został pochowany na St. Mary’s Catholic Cemetery (XP 1135). 

## Ordery i odznaczenia
- Krzyż Komandorski Orderu Odrodzenia Polski (11 listopada 1934)[2][3]
- Krzyż Oficerski Orderu Odrodzenia Polski (7 listopada 1925)[4]
- Medal Dziesięciolecia Odzyskanej Niepodległości[3]
- Krzyż Wielki Orderu Korony Rumunii (Rumunia, 1939)[5]
- Krzyż Komandorski Orderu Korony Rumunii (Rumunia)[3]
- Krzyż Komandorski z Gwiazdą Orderu Zasługi (Węgry, 1936)[3][6]
- Krzyż Komandorski z Gwiazdą Orderu Jerzego I (Grecja, 1937)[7]
- Krzyż Komandorski I Klasy Orderu Wazów (Szwecja, 1936)[8]
- Krzyż Oficerski Orderu Legii Honorowej (Francja)[3]